# Koordináta-rendszer

Descartes-féle koordináta-rendszer

A koordináta-rendszer egy tér (például egy sík, egyenes, görbe, felület stb.) pontjait bizonyos alapelemekhez (bázisokhoz) viszonyítva egyértelműen meghatározó rendszer. Egy pont helyzetét a koordináta-rendszerben számokkal (koordinátákkal) adhatjuk meg. A koordináta-rendszereket feloszthatjuk dimenziószámuk (1, 2, 3, …, n dimenziós) és a méretek jellege szerint:
- Affin (pl. Descartes-féle, carthesianus): a koordináták hosszúságok (távolságok) mérőszámai
- Poláris: a koordináták hosszúságok és szögek mérőszámai
- Görbe vonalú (pl. elliptikus, geodetikus): a koordináták egy önkényesen felvett hálózat skálázásából adódnak
- Homogén (pl. baricentikus, projektív): a koordináták nem abszolút méretek, hanem viszonyszámok (méretarányok)
- Egyéb, főként felületek pontjainak megadására szolgáló (pl. földrajzi és csillagászati koordináták)

## Története

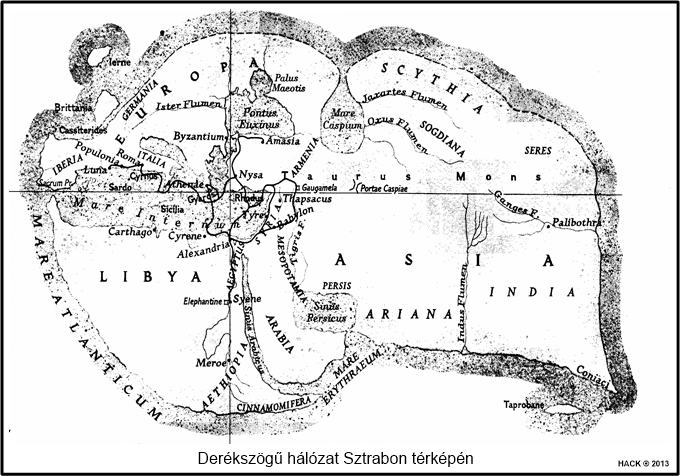
Derékszögű koordináták

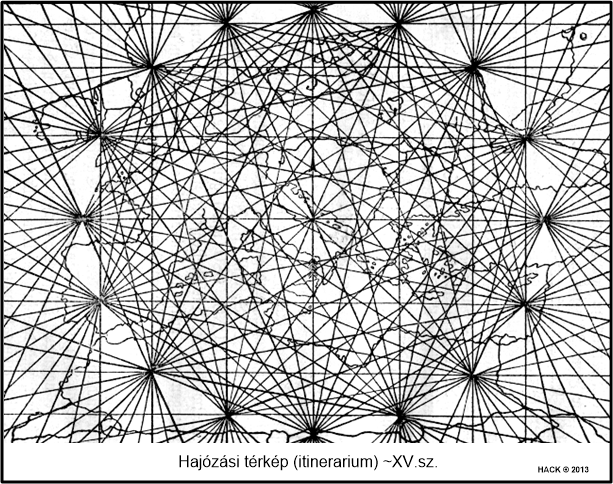
Polárkoordináták

Főként a Descartes-féle derékszögű koordináták és a poláris koordináták használata terjedt el, de több más rendszert is alkalmaznak. Ezek tulajdonképpen a két alaprendszer variánsai, általánosításai vagy éppen speciális alkalmazásai. Mindkét rendszer eredete homályos. A Descartes-féle síkbeli koordináták kezdetben az ókori geográfus, Sztrabón térképein mint földrajzi hosszúság és szélesség jelentek meg. Ugyancsak régi, középkori térképeken, hajózási atlaszokon láthatók olyan vonalak, amelyek az ábrázolt tenger térségében megadják az egyes kikötőktől a többi kikötőhöz, vagy tájékozódási ponthoz vezető kurzust (távolság + irány). A legismertebb derékszögű koordinátákat René Descartes du Peron előtt is alkalmazták a matematikusok. Nevét a rendszer azért örökölte, mert korszakalkotó munkáját (Értekezés a módszerről, 1637) követően vált a koordinátageometria és a függvénytan elengedhetetlen eszközévé.
A földrajzi koordináták használatának hasznosságára már Sztrabón előtt Hipparkhosz és Klaudiosz Ptolemaiosz rámutatott. A derékszögű rendszert is használta Descartes-ot megelőzően Nicole d’Oresme (1320–1382) mozgások (mozgásegyenletek) ábrázolására. Bizonyos tekintetben Descartes eredményeit meghaladták kortársának, Pierre de Fermat-nak a vizsgálatai a kúpszeletek analitikus geometriája terén (Ad locus planos et solidos isagoge, 1679). A két alapváltozattól különböző rendszerek alkalmazásának is vannak előzményei. Apollóniosz az i. e. 200 körül megjelent Kónika (Kúpszeletek) című munkájában e síkgörbék pontjait két konjugált átmérőjükhöz viszonyítva vizsgálta, s ezzel (kimondatlanul) ferdeszögű koordináta-rendszert használt. A homogén rendszerek első változatát, a baricentrikus koordinátákat August Ferdinand Möbius (1790–1868) alkalmazta (Der baryzentrische Kalkül), s vele egy időben a Julius Plücker (1801–1868) a róla elnevezett rendszert a kúpszeletek és másodrendű felületek geometriájában (Theorie der algebraische Curven, 1839).
A koordináta szót a 18. században kezdték használni, és az ordináta szóból alkották meg.

## Koordináták
Egy koordináta egy koordináta-rendszerben értelmezett szám. A hely pontos meghatározásához annyi koordináta kell, ahány dimenziós térben van. A Descartes-koordináta-rendszerben kevesebb koordináta megadásával a tér egy tengelypárhuzamos alteréhez jutunk. Kétdimenziós koordináta-rendszerben a helyet egy koordináta-pár adja meg. Kétdimenziós például egy gömbfelület vagy egy sík.
Egy pontjaival megadott alakzat megadható a meghatározó pontok koordinátáival is.
A fizikában használnak három-, illetve az idődimenzió hozzávételével négydimenziós koordináta-rendszereket (Minkowski-tér). Egyes alkalmazásokban elhanyagolható a harmadik dimenzió, ezekben kétdimenziós a koordináta-rendszer.
Megkülönböztetünk egyenes (mint Descartes-koordináta-rendszer, affin koordináta-rendszer, ferdeszögű koordináta-rendszer) és görbe vonalú (például elliptikus, poláris, henger, gömbi) koordináta-rendszereket.
Egy másik koordináta-rendszerre való áttéréskor ki kell számítani az új koordinátákat. Egyszerűbb az eset az egyenes vonalú koordináta-rendszerek esetén, ekkor eltolás és lineáris transzformáció kombinációjáról van szó.
Koordináta-rendszerekben a bázisvektorok a koordinátavonalakkal párhuzamosan futnak. Egy koordináta-rendszer bázisvektorai bázist alkotnak. Görbe vonalú koordináta-rendszerekben megkülönböztethetünk helyi és globális bázisokat. Akkor van globális bázis, ha minden pontban van ugyanaz a bázis. Véges dimenziós vektorterekben egy bázis felfogható egy ferdeszögű koordináta-rendszer bázisának.

## Origó
Egy koordináta-rendszerben az origó az a pont, melynek minden koordinátája nulla. Rajta mennek keresztül a tengelyek, ha vannak. Poláris koordináta-rendszerekben pólusnak is nevezik. A földrajzi koordináta-rendszerben a két tengely az Egyenlítő és a nullmeridián.

## Descartes-féle koordináta-rendszer

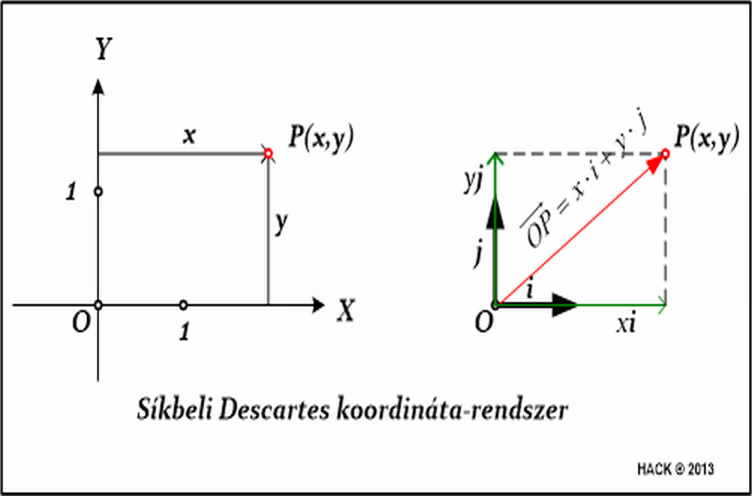
Alapértelmezés

A Descartes-féle rendszerek bázisát és koordinátákat kétféleképpen értelmezhetjük:
- Közös kezdőpontú számegyenesektől (tengelyek) mért távolságok a koordináták.
- Közös kezdőpontú egységvektorok együtthatói adják a pont koordinátáit.

A sík koordináta-rendszerét 2 számegyenessel, ill. 2 egységvektorral, a térét 3-3 elemű bázissal adjuk meg.
A definíció nem köti ki a tengelyek merőlegességét, sem azt, hogy azok skálázása azonos legyen. Ezért megkülönböztethetünk
- ortogonális (derékszögű) és klinogonális (ferdeszögű)
- normált (azonos léptékű) és denormált (különböző léptékű)

rendszereket.

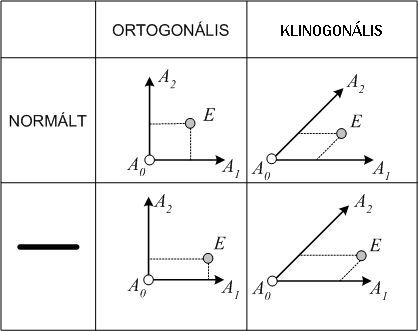
Affin rendszerek

A klasszikus Descartes-féle rendszer ortonormált, vagyis ortogonális és normált.
Csak az ortogonális rendszerben azonosak egy pont fentebb kétféleképpen értelmezett koordinátái.

### Síkbeli rendszer
A síkbeli Descartes-féle koordináta-rendszerben egy {\displaystyle P} pont helyzetét az {\displaystyle XY} síkon az {\displaystyle (x;y)} rendezett számpárral (koordináta-kettős) adjuk meg. A két tengely metszéspontja a koordináta-rendszer kezdőpontja az origó ({\displaystyle O}). A megállapodás szerinti első {\displaystyle x} koordináta az abszcissza, a második {\displaystyle y} koordináta az ordináta. Ugyanezekkel a jelzőkkel különböztetjük meg a tengelyeket. A vektoros értelmezésnél az {\displaystyle X} és {\displaystyle Y} tengelyek irányába mutató egységvektorokat {\displaystyle (i;j)} jelöli.
- {\displaystyle x} a {\displaystyle P} pont előjeles távolsága az {\displaystyle Y} tengelytől és
- {\displaystyle y} a {\displaystyle P} pont előjeles távolsága az {\displaystyle X} tengelytől.
- illetve az {\displaystyle {\overrightarrow {OP}}=x{\underline {i}}+y{\underline {j}}}.

### Térbeli rendszer

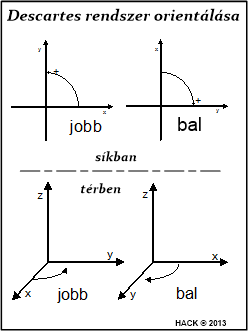
Bal- és jobbsodrású koordináta-rendszerek

A térben egy {\displaystyle P} pont helyzetét az {\displaystyle (x;y;z)} rendezett hármassal adjuk meg. A rendszer harmadik {\displaystyle Z} tengelye az applikáta, a megfelelő egységvektor {\displaystyle k}. Meg kell különböztetni a három tengely (egységvektor) bejárási sorrendjét: jobb- vagy balsodrású rendszer (ld. ábra.)
- {\displaystyle x} a {\displaystyle P} pont előjeles távolsága az {\displaystyle [YZ]} síktól és
- {\displaystyle y} a {\displaystyle P} pont előjeles távolsága az {\displaystyle [XZ]} síktól és
- {\displaystyle z} a {\displaystyle P} pont előjeles távolsága az {\displaystyle [XY]} síktól.
- illetve az {\displaystyle {\overrightarrow {OP}}=x{\underline {i}}+y{\underline {j}}+z{\underline {k}}}.

A koordináta-rendszerek egyik meghatározója a tengelyek egymáshoz való viszonya. Ez azt írja le, hogy hogyan forgathatók egymásba. Két és három dimenzióban bal-, illetve jobbsodrású rendszereket különböztethetünk meg. Jobbsodrású rendszerekben az egymást követő tengelyek pozitív szöggel forgathatók el egymásba. Három dimenzióban a jobbkézszabály érvényesül, ahol rendre a hüvelyk-, a mutatóujj és a tenyér irányába kinyújtott középső ujj adja meg a tengelyek irányát.

### Más dimenziók
- Az egyenes Descartes-féle koordináta-rendszert egyetlen számegyenes ill. egységvektor határozza meg.
- Einstein relativitáselméletének formulázására Hermann Minkowski használta a négydimenziós téridő (tér-idő) rendszert. Itt a három térbeli koordináta az idővel kiegészítve egy pont (test) térbeli és időbeli helyzetét adja meg: {\displaystyle (x;y;z;t)}.
- A lineáris algebra az Descartes-féle koordináták általánosításával értelmezett tetszőleges n dimenziós vektortér lineáris transzformációival foglalkozik. E tér pontjait (azok helyvektorait) az {\displaystyle (x_{1};x_{2};\ldots ;x_{n})} rendezett n-essel, vagy véges, n elemű sorozatokkal reprezentálja.
- A Hilbert-tér pontjait az {\displaystyle (x_{1};x_{2};\ldots )} (nem feltétlenül megszámlálhatóan) végtelen sorozatok képviselik.
- A síkban a Descartes-féle koordináta-rendszerben egy egyenest az {\displaystyle Ax+By+C=0} egyenlettel adunk meg. Ennek az együtthatói az egyenes homogén vonal-koordinátái: [A,B,C].
- A térben egy sík egyenlete: {\displaystyle Ax+By+Cz+D=0}. A sík homogén koordinátáit az [A,B,C,D] rendezett négyes alkotja.

## Polárkoordináták

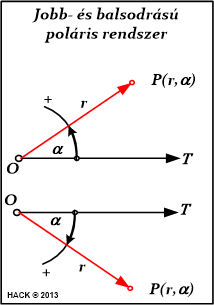
Síkbeli polárkoordináták

### Síkbeli rendszer
A síkbeli rendszert az {\displaystyle O} kezdőpontja (origó) és egy ebből kiinduló {\displaystyle L} irányított és skálázott félegyenes (polártengely) definiálja. (A tengely az irányába mutató, origóból induló egységvektorral is megadható.)
A szögmérés előjelezését megállapodás rögzíti: balsodrású ill. jobbsodrású rendszer.
Egy {\displaystyle P} pont helyét két adattal adjuk meg: {\displaystyle (r,\alpha )}.
- {\displaystyle 0\leq {r}} (sugár) a pontnak az origótól való távolsága: vezérsugár (radius vector),
- {\displaystyle 0\leq \alpha <360^{\circ }} a polártengely és az {\displaystyle OP} a szakasz által bezárt szög: polárszög (azimut).

### Térbeli rendszerek

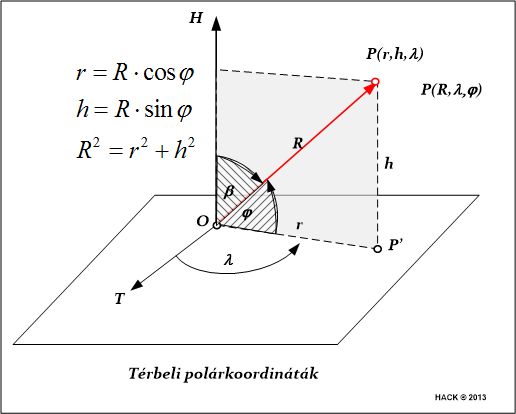
A térbeli polárkoordináták

A térbeli poláris rendszert egy alapsík (horizont) és egy erre merőleges (ortogonális) vagy ferde (klinogonális) tengely határozza meg, ahol a horizont síkjában egy poláris rendszer is adott. A {\displaystyle P} pont vetületének síkbeli koordinátái: {\displaystyle P'(r,\lambda )}. A {\displaystyle P} térbeli helyzetét az {\displaystyle OPP'} vetítősíkon belüli koordinátával adjuk meg.

#### Hengerkoordináták
(A vetítősíkon belül: Descartes-koordináták.)
a {\displaystyle P(r,h,\lambda )} koordinátái:
- {\displaystyle r} az {\displaystyle OP} vezérsugár vetülete a horizont-síkon,
- {\displaystyle h} a pont (előjeles) magassága,
- {\displaystyle \lambda } a pont vetületének azimutja.

#### Gömbkoordináták
(A vetítősíkon belül: polárkoordináták.)

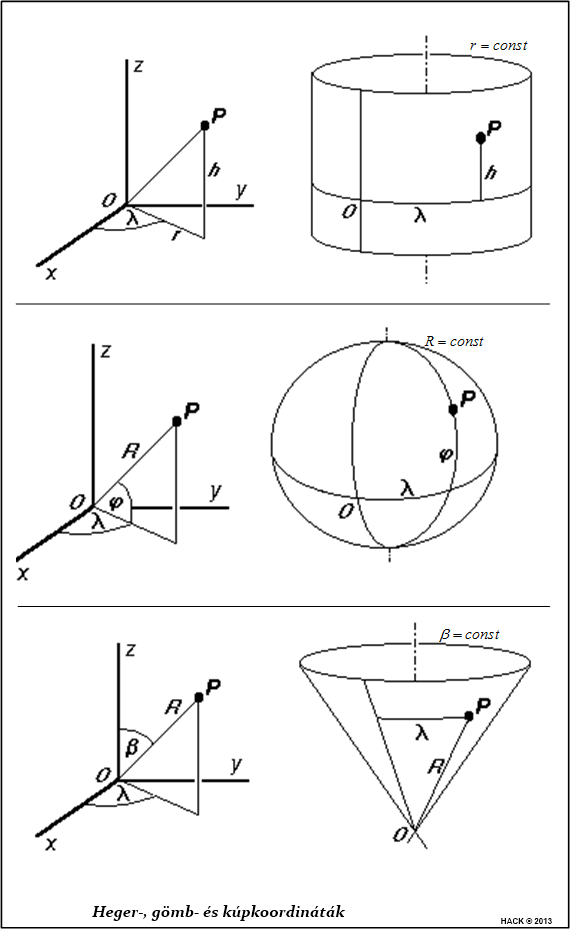
Térbeli polárkoordináták

A szakirodalom kétféle értelmezést használ:

##### Ekvatoriális gömbkoordináták
a {\displaystyle P(R,\lambda ,\varphi )} koordinátái:
- {\displaystyle R} az {\displaystyle OP} vezérsugár hossza,
- {\displaystyle \lambda } a vetület azimutja,
- {\displaystyle \varphi } a vezérsugár deklinációja.

##### Poláris gömbkoordináták
a {\displaystyle P(R,\lambda ,\beta )} koordinátái:
- {\displaystyle R} az {\displaystyle OP} vezérsugár hossza,
- {\displaystyle \lambda } a vetület azimutja,
- {\displaystyle \beta } a vezérsugár pólustávolsága.

Néhány forrás ez utóbbira a kúpkoordináták elnevezést használja.

## Görbevonalú rendszerek

### Koordinátavonalak
A síkban azok a pontok, amelyeknek az egyik koordinátája állandó (azonos), egy-egy összefüggő koordinátavonalon fekszenek. A Descartes-rendszerekben (affin rendszerek) a koordinátavonalak párhuzamos egyenesek, a poláris rendszerben közös pontból induló félegyenesek és koncentrikus körök. Azok a pontok, amelyeknek mindkét koordinátája egész, a rácspontok. A térbeli rendszereknél a koordináta felületek (nívófelületek) játszanak hasonló szerepet.
A síkon és sok más felületen megadhatunk két olyan vonalsereget, amelyek a klasszikus rendszerektől eltérő koordináta-hálózatot adnak. A matematikusok általában u és v vonalaknak nevezik, s ezek akkor alkothatnak koordináta-rendszert, ha
- minden u vonal metsz minden v vonalat (folytonosság),
- egy pontra pontosan egy vonalpár illeszkedik (egyértelműség és teljesség).

### Gauss-féle koordináták

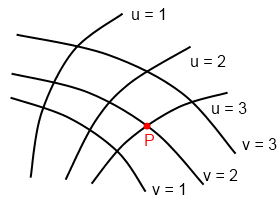
Gauss-féle koordináták

Görbült felületeken leginkább a geodetikus vonalakat használjuk a koordinálásra. A síkban az egyenesek a geodetikus vonalak, az affin rendszerek tehát a sík geodetikus (Gauss-féle) koordináta-rendszerei.

### Elliptikus sík-koordináták
Az elliptikus koordináta-rendszer a polárkoordináta-rendszer egy általánosítása. Térbeli megfelelői a lapított és a nyújtott ellipszoid koordináta-rendszerek, illetve az ellipszoid koordináta-rendszer. 
- Az u vonalak közös fókuszú ellipszisek,
- A v vonalak ugyanezen közös fókuszokkal adott hiperbolák,
- A két vonalsereg elemei egymást merőlegesen metszik (ortogonális rendszer).

### Parabolikus koordináták
A parabolikus koordináta-rendszerben a koordinátavonalak konfokális parabolák. Térbeli általánosításai a parabolikus hengerkoordináta-rendszer és a paraboloid koordináta-rendszer.

### Bipoláris koordináták
A bipoláris koordináta-rendszereket két fókuszpontjuk adja meg. Megtévesztő, hogy különböző szerzők több koordináta-rendszert is neveznek bipolárisnak. Meg kell különböztetni az Apollóniusz-körökön alapuló bipoláris koordinátákat, a kétközepű bipoláris koordinátákat (ahol a két középpontól mért távolságok adják a koordinátákat), és a hasonló elven alapuló kétszögű koordinátákat.
Az Apollóniusz-körökön alapuló bipoláris koordináta-rendszer alapuló térbeli kiterjesztései a bipoláris hengerkoordináta-rendszer, a biszférikus koordináta-rendszer és a toroid koordináta-rendszer.

### Síkbeli elliptikus polárkoordináták
A klasszikus polársík koncentrikus köreit azonos lapultságú ellipszisek váltják fel. A hálózat a klasszikus hálózat nyújtása vagy zsugorítása adja (merőleges-tengelyes affinitás).

### Térbeli elliptikus hengerkoordináták
A hengerkoordináták mintájára a horizontsíkban elliptikus polárkoordinátákat használunk.

### Térbeli ellipszoid koordináták
A közönséges gömbkoordináták rendszeréből a nívófelületek (koncentrikus gömbök) nyújtásával vagy zsugorításával forgási ellipszoidokat használunk (merőleges-tengelysíkos térbeli affinitás).

### Hatgömbös koordináták
A hatgömbös koordináták a háromdimenziós Descartes-féle koordináta-rendszer inverziójával keletkező koordináták.

## Homogén koordináták
A homogén rendszerek az általános projektív koordináta-rendszer speciális esetei. A (projektív) síkban egy pontot egy rendezett {\displaystyle (x_{0};x_{1};x_{2})} hármas, a térben egy rendezett {\displaystyle (x_{0};x_{1};x_{2};x_{3})} négyes ad meg.

### Projektív sík-koordináták
A síkon kívüli {\displaystyle \Omega } pontból, három – nem egy síkban fekvő – a0, a1, a2 vektor tűzi ki a projektív rendszer A0, A1, A2 síkbeli bázisát. A {\displaystyle P(x_{0};x_{1};x_{2})} pontot a három kitűző vektor lineáris kombinációjával meghatározott {\displaystyle {\underline {x}}=x_{0}{\underline {a_{0}}}+x_{1}{\underline {a_{1}}}+x_{2}{\underline {a_{2}}}}vektor egyenesének a síkkal való döféspontja szolgáltatja.
Ha a három koordinátát ugyanazzal a (nullától különböző) M számmal megszorozzuk, ugyanazt a pontot adja meg az {\displaystyle (Mx_{0};Mx_{1};Mx_{2})} trojka: homogenitás.
A rendszert a térbeli {\displaystyle \Omega } helyett az {\displaystyle E(1;1;1)} egységponttal és az {\displaystyle A_{0}}, {\displaystyle A_{1}}, {\displaystyle A_{2}} alappontokkal is kijelölhetjük, feltéve, hogy a négy pont különböző legyen és hármasával nem esnek egy egyenesre.

#### Baricentrikus koordináták
Ha az {\displaystyle E} egységpontot az {\displaystyle A_{0}A_{1}A_{2}} háromszög {\displaystyle S} súlypontjában jelöljük ki, akkor a három homogén koordináta az alappontokba helyezett súlyokat képviseli, s a velük adott pont e hármas pontrendszer súlypontját jelenti.

#### Plücker-féle koordináták
Ha az {\displaystyle A_{1}} és {\displaystyle A_{2}} alappontokat a sík ideális egyenesén jelöljük ki, affin rendszert kapunk. Ha ennek tengelyei ({\displaystyle A_{0}A_{1}} és {\displaystyle A_{0}A_{2}}) merőlegesek, akkor a rendszer ortogonális. Ha az {\displaystyle E} egységpont a merőleges tengelyek szögfelezőjébe esik, akkor ortonormált rendszert kapunk.
Ha ennek a Plücker-féle ortonormált rendszernek a tengelyeit a klasszikus Descartes-rendszer tengelyeinek megfeleltetjük, akkor a sík egy {\displaystyle P} pontját a kétféle rendszerben az {\displaystyle (x;y)} Descartes-i és az {\displaystyle (x_{0};x_{1};x_{2})} Plücker-féle koordináták egyenértékűen határozzák meg, ha közöttük a következő egyenlőségek teljesülnek:
{\displaystyle x={\frac {x_{1}}{x_{0}}}} és {\displaystyle y={\frac {x_{2}}{x_{0}}}}, ha {\displaystyle \left\vert x_{0}\right\vert >0},
illetve
{\displaystyle (x_{0};x_{1};x_{2})=(1;x;y)}
A {\displaystyle (0;x;y)} koordinátahármas ideális pontot jelöl.
Megjegyzés: Néhány forrás a Plücker-koordinátákat csak homogén koordinátáknak nevezi és az {\displaystyle (x;y;1)} jelölést alkalmazza.

## Alkalmazásai
A koordináta-rendszereket (többnyire Descartes-koordináta-rendszereket) helymeghatározásra használják, a mindennapi életben, a tudományokban és a technikában. Példák:
- A Földön egy pozíció megadása hosszúságával és szélességével.
- Különböző térképeken koordinátanégyzetek segítik a tájékozódást.
- Tűzcsap helyének megadása derékszögű koordinátákkal.
- Táblás játékok gyakran tartalmaznak koordináta-rendszert, például a torpedó és a sakk koordináta-rendszere kétdimenziós.

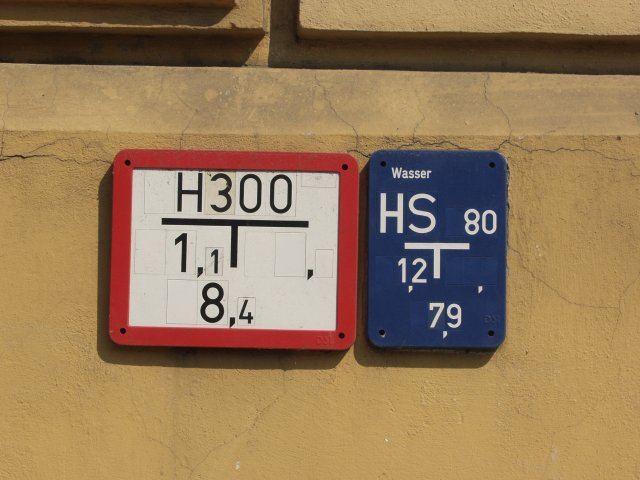
Tűzcsap helyét megadó tábla
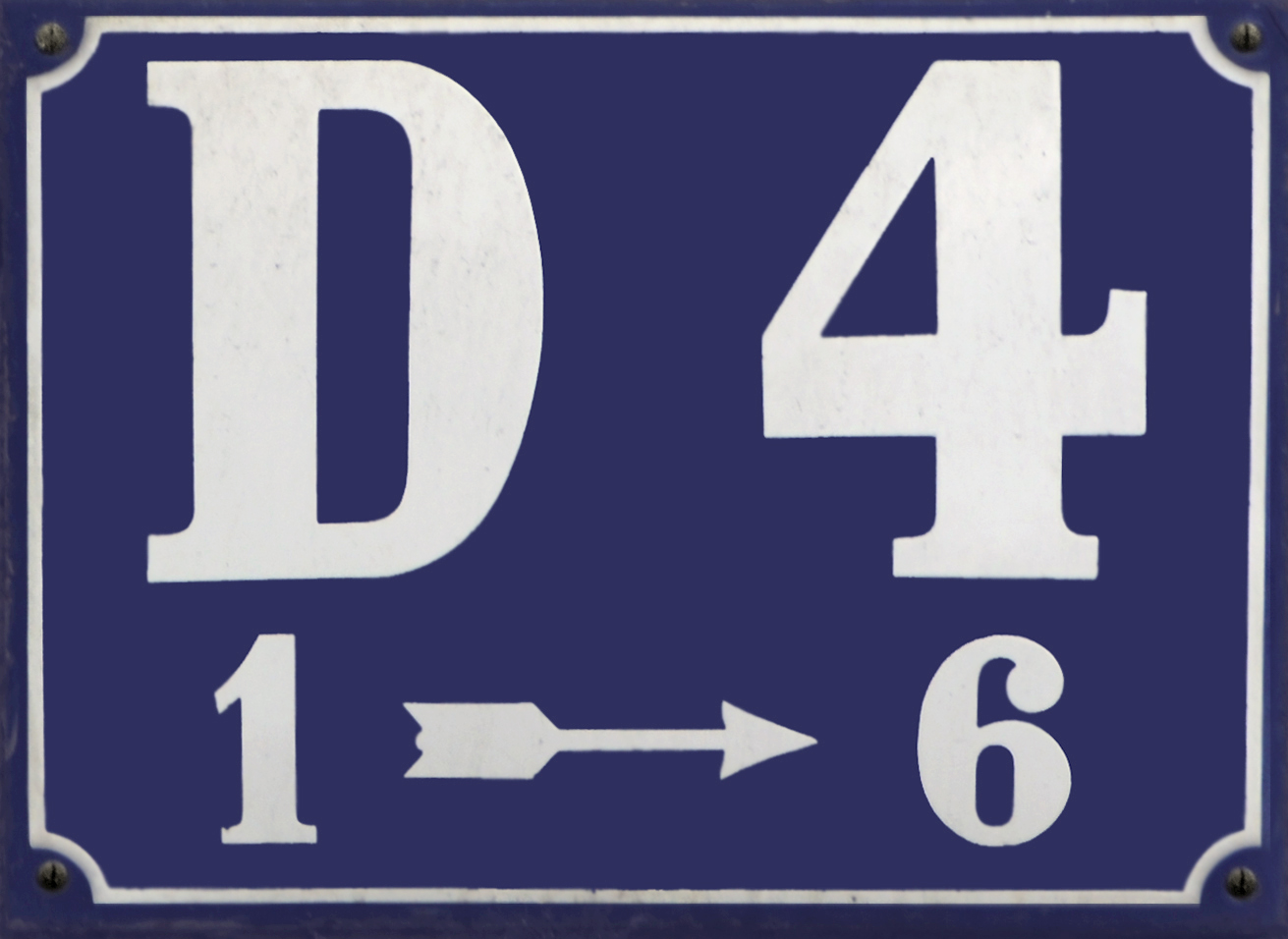
Mannheimi utcatábla
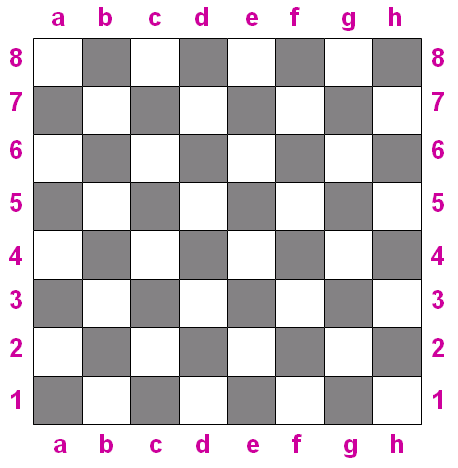
Sakktábla
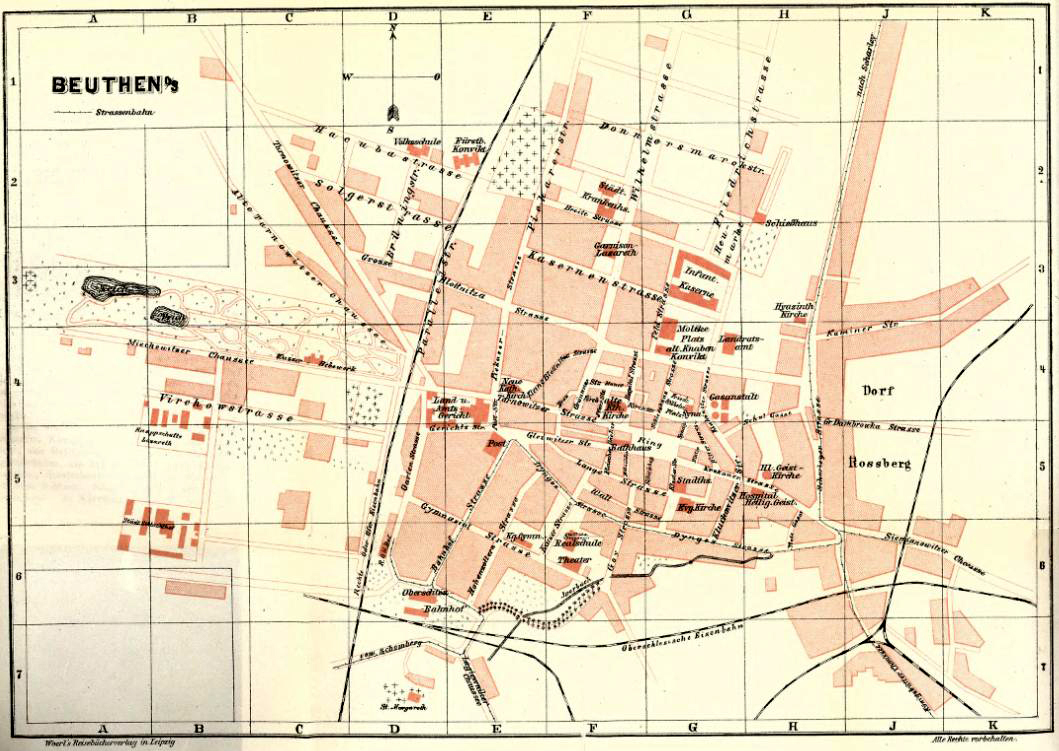
Városi térkép koordináta-beosztással

A földrajzi és az égi koordináta-rendszer egy gömbfelület kétdimenziós koordináta-rendszere, mely a földrajzi hosszúságot és szélességet adja meg koordinátákként.

## Fordítás
Ez a szócikk részben vagy egészben  a   Koordinatensystem című német Wikipédia-szócikk fordításán alapul.  Az eredeti cikk szerkesztőit annak laptörténete sorolja fel. Ez a jelzés csupán a megfogalmazás eredetét és a szerzői jogokat jelzi, nem szolgál a cikkben szereplő információk forrásmegjelöléseként.